# نيكولا مارييه
نيكولا مارييه (بالفرنسية: Nicolas Marié)‏ (و. 1954 – م) هو ممثل، وممثل دُبلاج من فرنسا . ولد في فرنسا .

## روابط خارجية
- نيكولا مارييه على موقع IMDb (الإنجليزية)
- نيكولا مارييه على موقع ألو سيني (الفرنسية)
- نيكولا مارييه على موقع أول موفي (الإنجليزية)
- نيكولا مارييه على موقع قاعدة بيانات الأفلام السويدية (السويدية)
- نيكولا مارييه على موقع قاعدة بيانات الفيلم (الإنجليزية)
- نيكولا مارييه على موقع كينوبويسك (الروسية)